# Bulbine dactylopsoides
Bulbine dactylopsoides är en grästrädsväxtart som beskrevs av Graham Williamson. Bulbine dactylopsoides ingår i släktet bulbiner, och familjen grästrädsväxter. Inga underarter finns listade i Catalogue of Life.